# Martin Gutzwiller
Pour les articles homonymes, voir Gutzwiller.
Martin Charles Gutzwiller, né le 12 octobre 1925 et mort le 3 mars 2014, est un physicien théoricien américain d'origine suisse.
Il a étudié la physique quantique sous la direction de Wolfgang Pauli à l'ETH de Zurich jusqu'à l'obtention de son « Diplôme » en 1950.

## Distinctions
- 1992 : Membre de la National Academy of Sciences (États-Unis)
- Fellow of the American Physical Society
- 1993 : Dannie Heineman Prize for Mathematical Physics (American Physical Society, American Institute of Physics)
- 1995 : doctorat honoris causa de l'université de Lausanne[1]
- 2003 : Max-Planck medal (German Physical Society)

## Œuvres
- Chaos in Classical and Quantum Mechanics, Springer-Verlag (1990).
- M. Gutzwiller, Moon-Earth-Sun: The oldest three-body problem, Reviews of Modern Physics, vol. 70, No. 2, (April 1998): excellente revue du problème, citée dans scholarpedia (Three Body Problem)